# Franz Grafenauer

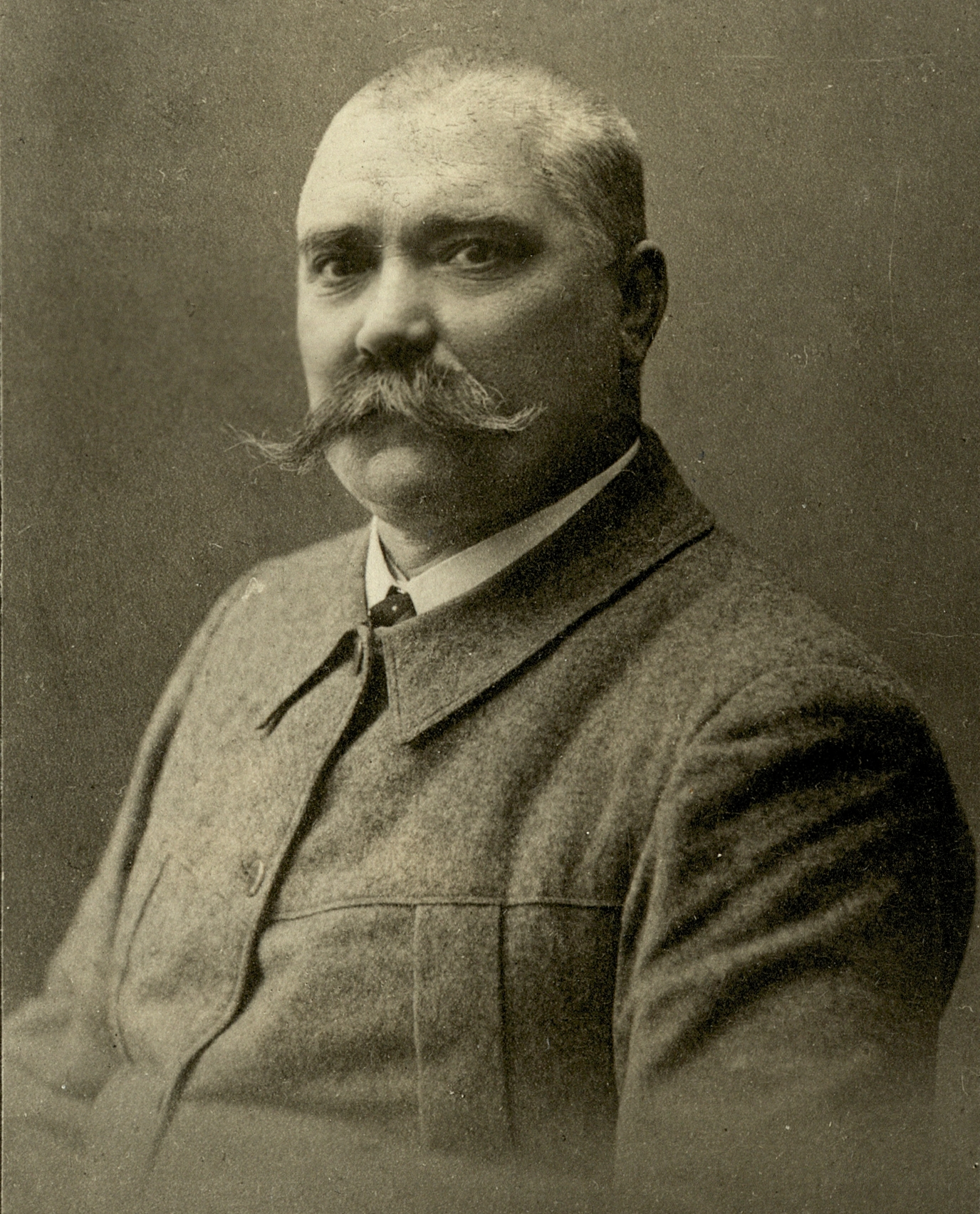
Franz Grafenauer

Franz Grafenauer (* 10. September 1860 in Hermagor, Kärnten, Österreich; † 13. Dezember 1935 ebenda) war ein österreichischer Orgelbauer und Politiker.

## Leben
Als Sohn von Josef Grafenauer (1824–1889) führte er den väterlichen Orgelbaubetrieb fort. In den Jahren nach 1900 verlegte er sein Hauptinteresse auf die Politik als Reichsrats- und Landtagsabgeordneter und Vertreter der Kärntner Slowenen, sodass seine Tätigkeit als Orgelbauer in den Hintergrund trat.
„Franz Grafenauer war nicht nur deshalb eine der gewichtigsten und bedeutendsten Persönlichkeiten unter den Kärntner Slowenen, weil er es verstand, sein Volk beinahe durch drei Jahrzehnte in den öffentlichen Körperschaften mit Konsequenz zu vertreten, sondern auch deshalb, weil er als Volksmann tief im Kärntner Slowenentum verwurzelt war, es geradezu verkörperte, dessen Entfaltungsmöglichkeiten aufzeigte und es zu spezifischer politischer Verhaltensweise zu motivieren versuchte“ (Josef Lukan: Franz Grafenauer (1860–1935). Volkstribun der kärntner Slowenen. Kattnig, Klagenfurt 1981, S. 8.)

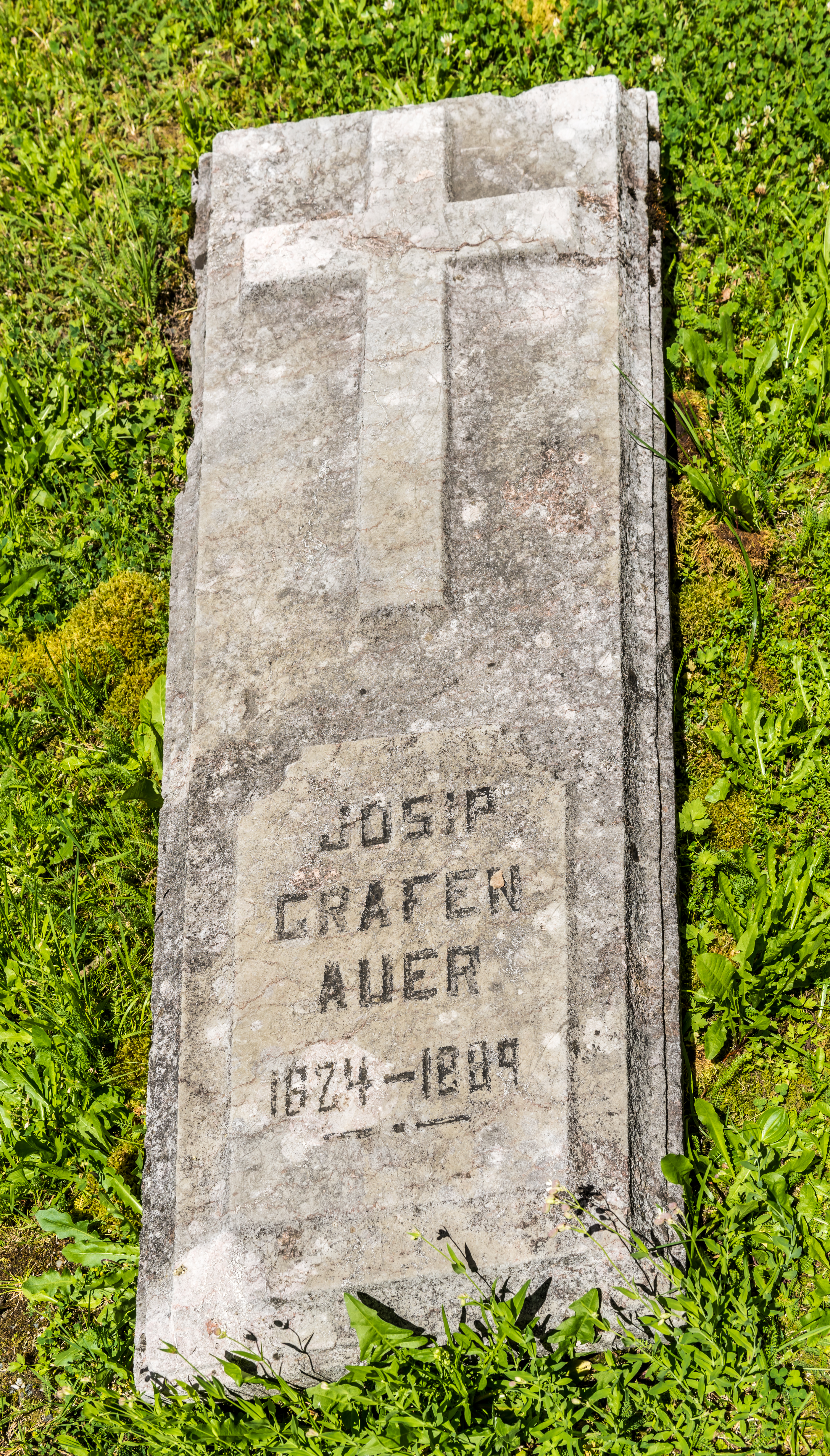
Grabstätte seines Vaters Josip Grafenauer in Egg/Brdo

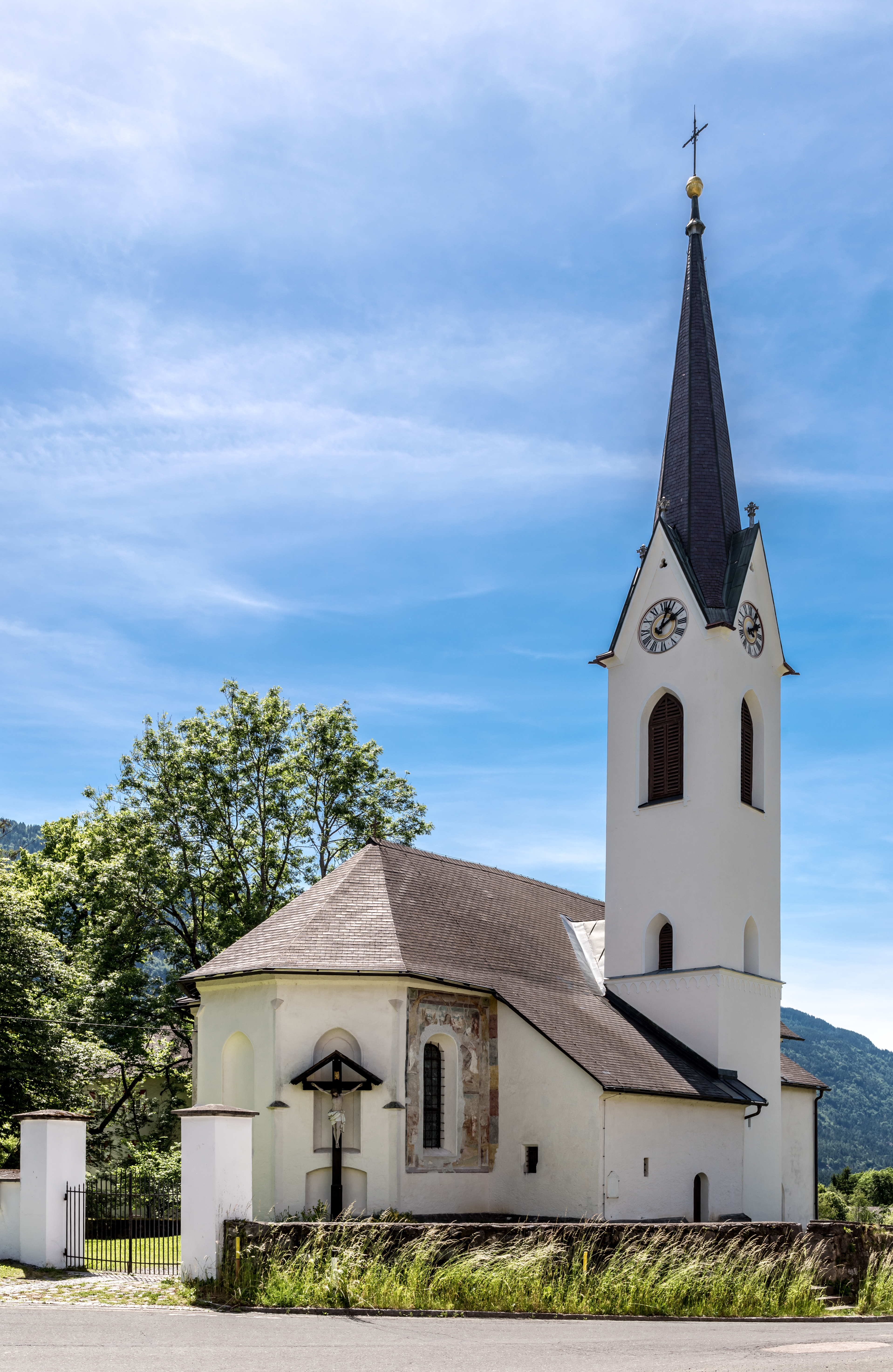
Pfarrkirche hl. Michael in Egg/Brdo, Hermagor

Der Minderheitenpolitiker wurde im westlichsten Zipfel des Slowenischen Siedlungsgebietes, in Brugg bei Hermagor, am 2. Dezember 1860 als Sohn eines Bauern und Orgelbauers geboren. Nach der Volksschule erlernte er bei seinem Vater das Orgelbauerhandwerk und übte dieses auch aus. Seine Orgelneubauten in Kärnten waren meist kleine einmanualige Dorforgeln mit sechs bis acht Registern, für die er eine eigene Art der Kegellade entwickelte. So baute er 1890 in Feistritz an der Gail eine Orgel mit acht Registern und um 1890/1891 in der Pfarrkirche Außerteuchen eine kleine Orgel mit sechs Registern, die fast vollständig erhalten ist.  Seine Orgel mit acht Registern in der Pfarrkirche Augsdorf (Loga vas) entstand 1904 und ist erhalten, während sein Instrument von 1905/1906 in Rinkenberg 1982 mit sechs Registern rekonstruiert wurde.
Durch die Lektüre slowenischen Schrifttums machte er sich mit panslawistischem Gedankengut vertraut und ging daran, die Angehörigen seiner Volksgruppe in der Heimatgemeinde Egg in nationaler Hinsicht aus ihrer passiven Haltung aufzurütteln. Er geriet bald in Konflikt mit dem Lehrer, dem Pfarrer und dem Gemeindevorsteher. Die deutschfreundlichen und freiheitlich gesinnten Slowenen verachtete er. Ein besonderer Reibebaum war für ihn der Deutsche Schulverein. 1888 schritt die Behörde gegen Vater und Sohn ein, sie ließ die beiden wegen Majestätsbeleidigung und Hochverrats festnehmen. Während der Vater zu einem halben Jahr schweren Kerker verurteilt wurde, unterblieb auf Weisung des Justizministers die strafrechtliche Verfolgung des Sohnes.
Der „Hetzer“ ging weiter unbeirrbar seinen Weg. Zunächst gelang es ihm, in den Gemeinderat von Egg einzuziehen. 1896 wurde er als Vertreter des katholischen und wirtschaftlichen Vereins für die Slowenen in Kärnten Abgeordneter im Landtag, und ab 1907 vertrat er die Slowenen im Reichsrat. Kritisch wurde die Lage für ihn mit Ausbruch des Ersten Weltkrieges. Der von den Deutschnationalen und den deutschfreundlichen Slowenen als einer der gefährlichsten und einflussreichsten slowenischnationalen Politiker angesehene Grafenauer zog sich zwar schon im Sommer 1914 auf seinen Besitz im Gailtal zurück, aber die Behörden trauten ihm nicht. Im März 1916 schritt das 10. Armeekommando wegen verschiedener Äußerungen und angeblicher Sympathien für Russland gegen ihn ein und verurteilte ihn wegen Verbrechens der Störung der öffentlichen Ruhe zu fünf Jahren schweren Kerker. Grafenauer kam 1917 durch einen Gnadenakt des Kaisers wieder frei.
Während der Übergangswirren von der Monarchie zur Republik und nach Beginn des Kärntner Abwehrkampfs floh Grafenauer als Mitglied des Sonderausschusses der Laibacher Nationalregierung für eine Angliederung des gemischtsprachigen Gebiets von Kärnten an den SHS-Staat zu Beginn des Jahres 1919 über die Egger Alm nach Laibach, wo er bis 1926 bleiben sollte. Bei den Waffenstillstandsverhandlungen im Januar 1919 in Graz saß Grafenauer als einziger Kärntner auf der slawischen Seite des Tisches den Kärntner Vertretern gegenüber. Als Grafenauer 1920 den Einzug in die Laibacher Nationalversammlung nicht schaffte, begann er sich allmählich aus dem politischen Leben zurückzuziehen und sich von seinen Gesinnungsgenossen abzuwenden.
Bei der Agitation für die Kärntner Volksabstimmung 1920 warf er noch einmal das ganze Gewicht seiner Persönlichkeit in die Waagschale. Als dem politischen Flüchtling 1926 die Rückkehr ins Gailtal gestattet wurde, stand der gescheiterte Mann im 66. Lebensjahr. Franz Grafenauer starb in seiner Heimat am 13. Dezember 1935 im Alter von 75 Jahren an einem Nierenleiden.
Das Kärntner Tagblatt meldete am 18. Dezember seinen Tod und schrieb zum Leichenbegräbnis: „Der Kondukt gestaltete sich zu einer rührenden Kundgebung heimischer Bauern. Wohl dreihundert waren zusammengekommen, um Herrn Grafenauer – Blitz heißt sein Hausname – zum letztenmal zu begleiten. Aus Jugoslawien war eine stärkere Abordnung der dortigen slowenischen Kärntner gekommen, Jungmänner, die durch Grafenauer zum Studium und zu Stellungen gekommen waren. Den Kondukt führte Domkapitel Msgr. Podgorc. Am offenen Grab widmete er ihm einen ehrenden Nachruf.“

## Werkliste
| Jahr    | Ort                        | Gebäude                                | Bild | Manuale | Register | Bemerkungen                                                                 |
| ------- | -------------------------- | -------------------------------------- | ---- | ------- | -------- | --------------------------------------------------------------------------- |
| 1882    | Hermagor-Pressegger See    | Pfarrkirche Egg (Kärnten)              |      | II/P    | 14       |                                                                             |
| 1889    | Außerteuchen               | Pfarrkirche Außerteuchen               |      | I/P     | 6        | Orgel aus 1846 wurde 1889 von Franz Grafenauer instand gesetzt und umgebaut |
| 1890    | Feistritz an der Gail      | Pfarrkirche Feistritz an der Gail      |      | I/P     | 8        |                                                                             |
| 1890/91 | Gnesau                     | Evangelische Pfarrkirche Gnesau        |      | I/P     |          |                                                                             |
| 1893    | St. Jakob ob Gurk          | Pfarrkirche St. Jakob ob Gurk          |      | I/P     | 5        | [ 5 ]                                                                       |
| 1898    | Thörl-Maglern              | Pfarrkirche Thörl-Maglern              |      | I/P     | 8        | [ 6 ]                                                                       |
|         | Steindorf am Ossiacher See | Pfarrkirche St. Josef am Ossiacher See |      | I/P     | 7        | Franz Grafenauer zugeschrieben                                              |